# Eurídice (Caccini)
Euridice es una ópera en un prólogo y tres actos del compositor italiano Giulio Caccini. El libreto, de Ottavio Rinuccini, ya había sido musicado por el rival de Caccini Jacopo Peri en 1600. La versión de Caccini de Euridice se estrenó en el Palacio Pitti de Florencia el 5 de diciembre de 1602. Caccini apresuradamente preparó la partitura para la imprenta y la publicó seis semanas antes de que apareciera la versión de Peri.

## Papeles
| Personaje           | Tipo de voz |
| ------------------- | ----------- |
| La Tragedia         | soprano     |
| Orfeo               | tenor       |
| Euridice (Eurídice) | soprano     |
| Arcetro             | castrato    |
| Tirsi               | tenor       |
| Aminta              | tenor       |
| Dafne               | soprano     |
| Plutón              | bajo        |
| Caronte             | tenor       |
| Proserpina          | soprano     |
| Radamanto           | bajo        |
| Venere (Venus)      | soprano     |

## Sinopsis
La ópera sigue el mito de Orfeo y Eurídice bastante estrechamente, salvo que tiene un final feliz puesto que Orfeo triunfa a la hora de rescatar a Eurídice del mundo subterráneo a través del poder de la música.

## Grabaciones
- Euridice. Solistas, Coro y orquesta de Rennes, dirigida por Rodrigo de Zayas (Arion, 1980).
- L'Euridice Scherzi Musicali. Nicolas Achten[1] (Ricercar, 2008).
- L'Euridice, Concerto Italiano, dirigido por Rinaldo Alessandrini (Naïve OP 30552, 2013)